# J. Samuel White
J. Samuel White − brytyjska stocznia mająca swoją siedzibę we wschodnim Cowes (East Cowes) na wyspie Wight, obecnie nieistniejąca. Jedna z najstarszych stoczni brytyjskich (podczas II wojny światowej wymieniana jako najstarsza ze stoczni na liście Admiralicji).

## Historia

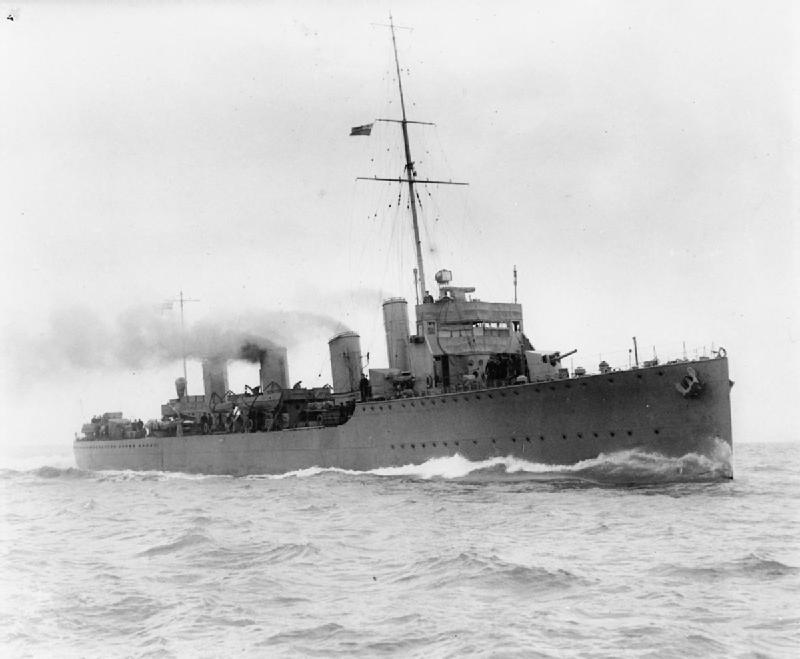
Niszczyciel typu Almirante Lynch dla Chile, w służbie brytyjskiej jako HMS "Botha"

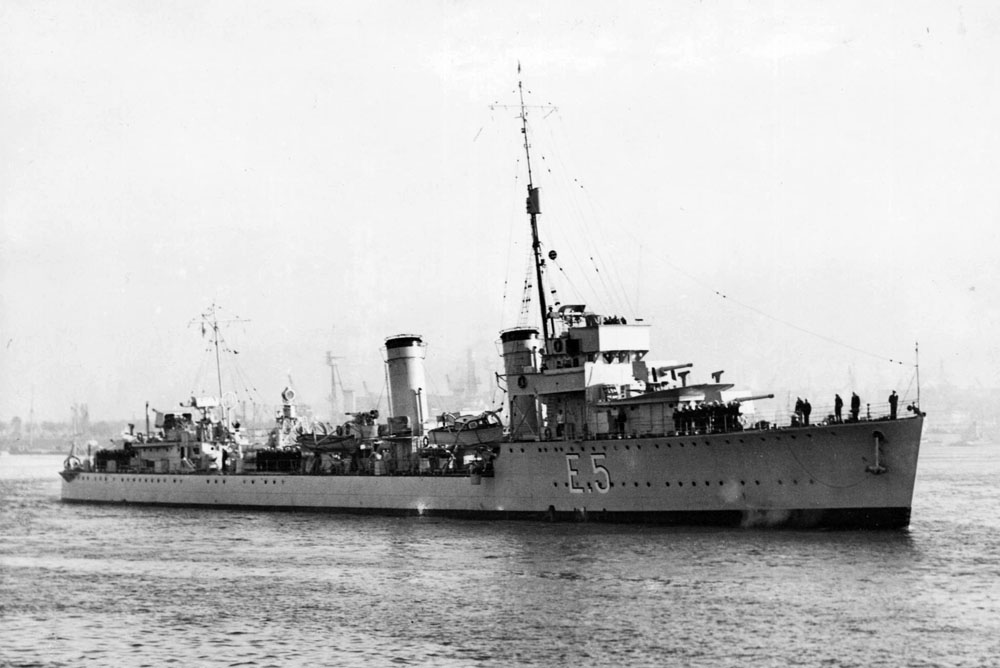
Zbudowany dla Argentyny niszczyciel "Tucumán"

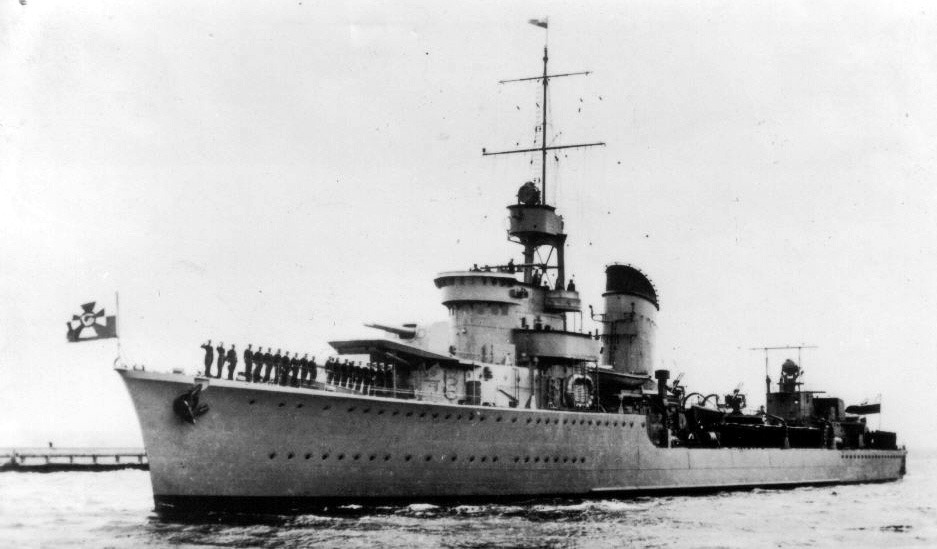
ORP "Grom"

Historia stoczni w Cowes związana jest z rodziną Johna White'a, która zajmowała się wcześniej produkcja stoczniową w Broadstairs Harbour w hrabstwie Kent. Na początku XIX wieku jego syn Thomas White (1773–1859) przeniósł się do Cowes, aby zarządzać istniejącą tam od XVII wieku stocznią Naya. W następnych latach rozbudował i powiększył stocznię położoną na wschodnim brzegu rzeki Medina. Nad projektowaniem jednostek pracowali też jego synowie: Joseph, John i Robert. Thomas zarządzał firmą do 1853, a następnie, do 1860, zarządzał nią syn Josepha, Hamilton White. Do śmierci w 1915 stocznią zarządzał syn Johna, John Samuel White, za którego rządów nastąpił najbardziej dynamiczny rozwój zakładu. Od jego imienia przyjęto ostateczną nazwę stoczni J. Samuel White & Co Ltd. Zakładem później zarządzali jego synowie John Lee White i Herbert Samuel White.
Stocznia White była zakładem średniej wielkości i specjalizowała się w małych i średnich statkach i okrętach. Nie budowano okrętów większych od niszczycieli - z wyjątkiem stawiacza min "Abdiel" dla marynarki brytyjskiej wodowanego w 1940. W okresie międzywojennym stocznia nie uzyskiwała licznych zamówień ze strony marynarki brytyjskiej (z 77 typowych niszczycieli serii A-I, White zbudował na zamówienie brytyjskie tylko 5 jednostek), natomiast produkowała niszczyciele na eksport. Eksportowe niszczyciele projektu White były to duże i silne jednostki, jak sześć okrętów typu Almirante Lynch dla Chile, trzy typu Mendoza dla Argentyny, a przede wszystkim dwa polskie niszczyciele typu Grom. Te ostatnie były wykorzystywane w przedwojennych publikacjach reklamowych jako "wizytówka" stoczni, będąc jednymi z największych, najszybszych i najsilniej uzbrojonych jednostek tej klasy na świecie, a także największymi okrętami zbudowanymi do tamtej pory w tej stoczni. 
Więcej zamówień ze strony marynarki brytyjskiej na niszczyciele i mniejsze jednostki stocznia otrzymała w związku z intensyfikacją budowy okrętów tuż przed wojną i w jej trakcie. W tym czasie stocznia posiadała 7 pochylni do budowy okrętów do 122 metrów długości (400 stóp) i 80-tonowy dźwig przy nabrzeżu wyposażeniowym. Posiadała też własne zakłady produkujące kotły wodnorurkowe, maszyny parowe, turbiny i silniki Diesla.
Ostatnią jednostką zbudowaną dla marynarki brytyjskiej była fregata HMS "Arethusa" ukończona w 1965. W tym roku w związku z generalnym kryzysem brytyjskiej branży stoczniowej stocznia zakończyła budowę statków. Kontynuowała natomiast produkcję turbin parowych, urządzeń klimatyzacyjnych i innych podzespołów. W 1972 została zakupiona przez American Company Elliot Turbomachinery Ltd, lecz w 1982 ponownie została wystawiona na sprzedaż, po czym sprzedana w częściach. 
Największymi jednostkami cywilnymi zbudowanymi przez stocznię były dwa promy pasażerskie "Caesarea" i "Sarnia" z 1960 roku dla Kolei Brytyjskich (4174 BRT).

## Jednostki
Bardziej znane statki i okręty zbudowane przez White (w nawiasach daty wodowania):
- niszczyciele:
  - niszczyciele typu Tribal (pierwszego):
    - HMS "Mohawk" (1907)
    - HMS "Saracen" (1908)
    - HMS "Crusader" (1909)

  - niszczyciele typu Almirante Lynch (Faulknor):
    - "Almirante Lynch" (1912)
    - "Almirante Condell" (1913)
    - "Almirante Williams Rebolledo" (HMS "Botha") (1914)
    - "Almirante Goñi" (HMS "Broke") (1914)
    - "Almirante Simpson" (HMS "Faulknor") (1914)
    - "Almirante Riveros" (HMS "Tipperary") (1915)

  - niszczyciele typu V/W
    - HMS Vampire (1917) i 7 innych

  - niszczyciele typu Mendoza:
    - "Mendoza" (1928)
    - "La Rioja" (1929)
    - "Tucuman" (1928)

  - niszczyciele typów A-I
    - HMS "Kempenfelt" (1931)
    - HMS „Forester”(inne języki) (1934)
    - HMS „Fury”(inne języki) (1934)
    - HMS "Intrepid" (1936)
    - HMS "Impulsive" (1937)
    - HMS "Havant" (1939)
    - HMS "Havelock" (1939)

  - niszczyciele typu Grom:
    - ORP "Grom" (1936)
    - ORP "Błyskawica" (1936)

  - niszczyciele typu J/K/N
    - HMS "Jersey" (1938)
    - HMS "Kingston" (1939)

  - niszczyciele typu Hunt, m.in.:
    - ORP "Krakowiak" (1940)

  - niszczyciele typu Q/P:
    - HMS Quentin (1941)
    - HMS Quiberon (1942)
    - HMS Quickmatch (1942)

  - niszczyciele typów S-W
    - HMS "Success" (1943)
    - HMS "Swift" (1943)
    - HMS Vixen (1943)
    - HMS Volage (1943)

  - niszczyciele typu Z/Ca
    - HMS Carysfort (1944)
    - HMS Cavalier (1944)

- inne:
  - "Kasuga" (1863 - bocznokołowy slup marynarki Japonii)
  - HMS "Swift" (1885)
  - HMS E32 okręt podwodny
  - HMS "Abdiel" (1940, stawiacz min)
  - HMS "Bittern" (1937, slup)